# John Wethered
John Wethered (ur. 8 maja 1809, zm. 15 lutego 1888) – amerykański przedsiębiorca i polityk związany z Partią Wigów.
W latach 1843–1845 przez jedną kadencję Kongresu Stanów Zjednoczonych był przedstawicielem trzeciego okręgu wyborczego w stanie Maryland w Izbie Reprezentantów Stanów Zjednoczonych.